# Роберт Фоксворт
Роберт Фоксворт (англ. Robert Foxworth; нар. 1 листопада 1941) — американський актор, найбільш відомий завдяки своїм ролям на телебаченні.
Фоксворт народився в Х'юстоні, штат Техас, і почав свою акторську кар'єру на театральній сцені в Вашингтоні, округ Колумбія. З початку сімдесятих років, Фоксворт зіграв понад вісімдесят ролей на телебаченні, а також з'явився в декількох фільмах, таких як «Аеропорт 77» (1977), «Омен 2: Деміен» (1978) і «Пророцтво» (1979).
Фоксворт найбільш відомий завдяки своїй ролі Чейса Джиперті, багатостраждального племінника злісної Енджили Ченніг яку зіграла Джейн Вайман в прайм-тайм мильній опері CBS «Falcon Crest», де він знімався з 1981 по 1987 рік. Фоксворт за іронією долі був оригінальним виконавцем ролі лиходія Джей Ара Юінга в прайм-тайм мильній опері CBS «Даллас», однак був звільнений з шоу так як хотів, щоб продюсери пом'якшили характер персонажа.
Фоксворт був четвертим і останнім чоловіком актриси Елізабет Монтгомері, аж до її смерті в 1995 році. З тих пір він, в основному, виконував гостьові ролі в різних серіалах, таких як «Зоряний шлях: Глибокий космос 9», «Зоряний шлях: Ентерпрайз», «Закон і порядок», «Клієнт завжди мертвий», «Дівчата Гілмор», «Кістки» і «Брати і сестри» та у другій частині франшизи «Бібліотекар» з Ноа Вайлдом. Також Фоксворт озвучував Ретчета в серії фільмів «Трансформери».